# Craspedosis amaura
Craspedosis amaura là một loài bướm đêm trong họ Geometridae.